# قائمة الموسوعات العربية
هذه قائمة بأسماء الموسوعات المتاحة باللغة العربية

## الموسوعات الورقية

### الموسوعات التراثية
1. مفاتيح العلوم المؤلف: أبو عبد الله محمد بن أحمد بن يوسف الخوارزمي
2. مباهج الفكر ومناهج العبر المؤلف : الوطواط
3. نهاية الإرب في فنون الأدب (ط. العلمية) المؤلف: أحمد بن عبد الوهاب النويري شهاب الدين. 33 مجلداً.
4. مسالك الأبصار في ممالك الأمصار المؤلف : ابن فضل الله العمري
5. صبح الأعشى في صناعة الإنشا المؤلف : أبو العباس القلقشندي [1]

### الموسوعات المعاصرة

#### الموسوعات من 1000-4999 صفحة
1. الموسوعة العسكرية: ط1 - 1977 - 4 مجلدات - 3,276 صفحة
2. الموسوعة الفلسطينية: ط1 - 1984 - 4 مجلدات - 2,662 صفحة
3. الموسوعة المنهجية الحديثة، المعلوماتية الاتصالات والمواصلات: ط1 - 2002 - 12 مجلد - 1,540 صفحة
4. دائرة المعارف الثقافية: ط1 - 2000 - 15 مجلد - 1,440 صفحة
5. عالم المعرفة: ط1 - 1987 - 23 جزءا - 3,680 صفحة
6. موسوعة الحضارة العربية الإسلامية: ط1 - 1987 - 3 مجلدات - 1,894 صفحة
7. موسوعة الغد: ط1 - 1979 - مجلدين - 600 صفحة
8. موسوعة الفلسفة: ط1 - 1996 - مجلدين - 1,256 صفحة
9. موسوعة المحامي العربي: ط1 - 1981 - 4 مجلدات - 2,301 صفحة
10. موسوعة أعلام العرب المبدعين في القرن العشرين: ط1 - 2003 - 3 مجلدات - 1,883 صفحة
11. موسوعة كنوز المعرفة: ط1 - 1998 - 16 مجلد - 3,386 صفحة

#### الموسوعات من 5000-9999 صفحة
1. الغدير في الكتاب والسنة والأدب: ط1 - 1994 - 11 مجلد - 5,226 صفحة
2. الموسوعة الجزائية المتخصصة: ط1 - 2003 - 13 مجلد - 6,527 صفحة
3. الموسوعة الفلسطينية - القسم الثاني: ط1 - ؟ - 7 مجلدات - 6,854 صفحة
4. دائرة المعارف: قاموس عام لكل فن ومطلب: ط1 - 1998 - 11 مجلد - 8,832 صفحة
5. دائرة معارف القرن العشرين: ط3 - 1980 - 10 مجلدات - 8,420 صفحة
6. معلمة المغرب: الجمعية المغربية للتأليف والترجمة والنشر - ط؟ - 1989 - ؟ - 9,400 صفحة
7. موسوعة السياسة: ط2 - 1985 - 7 مجلدات - 5,658 صفحة
8. موسوعة القبائل العربية - بحوث ميدانية وتاريخية: ط1 - ؟ - ؟ - 9,533 صفحة
9. موسوعة القرآن الكريم: ط1 - 1997 - 9 مجلدات - 5,600 صفحة
10. موسوعة الإمبراطورية الأميركية: ط1 - 2004 - 16 مجلد - 6,093 صفحة
11. موسوعة أحداث القرن العشرين: ناصر بن محمد الزمل - مكتبة العبيكان - ط1 - 2006 - 8 مجلدات - 5,020 صفحة
12. موسوعة بهجة المعرفة: 4000 - 1980 - 10 مجلدات - ؟
13. موسوعة قانون العقوبات العام والخاص: ط1 - 2003 - 10 مجلدات - 7,707 صفحات
14. موسوعة كمال جنبلاط والحزب التقدمي الاشتراكي: ط1 - 2006 - 15 مجلد - 5,120 صفحة
15. نهاية الأرب في فنون الأدب: ط1 - 2004 - 15 مجلد - 9,424 صفحة

#### الموسوعات من 10000 صفحة فما فوق
1. الموسوعة العربية: ط1 - 1998 - 24 مجلد - 22,600 صفحة
2. الموسوعة العربية للإجتهادات القضائية الجزائية: ط1 - 2000 - 15 مجلد - 10,824 صفحة
3. تاريخ القزويني في تراجم المنسيين والمعروفيين من أعلام العراق وغيرهم: /1900م-2000م/ - ط1 - 2012 - 30 مجلد - 11,616 صفحة
4. دائرة المعارف الإسلامية: ط1 - 1998 - 33 مجلد - 10,518 صفحة
5. دائرة المعارف الشيعية العامة: (المسماة مقتبس‌ الأثر ومجدّد ما‌ دثر للشيخ محمد حسين الأعلمي)[2] - ط2 - 1993 - 18 مجلد - 10,564 صفحة
6. دائرة معارف القرن العشرين: محمد فريد وجدي - الطبعة الثالثة - 1971 - 10 مجلدات - ؟ صفحة
7. الموسوعة الجغرافية للعالم الإسلامي - الطبعة الأولى - 18 مجلد - 10,486 صفحة.

## الموسوعات الإلكترونية
1. موسوعة التراجم والأعلام (الموقع الرسمي)
2. الموسوعة العربية (الموقع الرسمي نسخة محفوظة 21 يونيو 2018 على موقع واي باك مشين.)
3. الموسوعة العربية العالمية (الموقع الرسمي)
4. موسوعة المعرفة
5. موسوعة الملك عبد الله بن عبد العزيز العربية للمحتوى الصحي
6. موسوعة موضوع
7. ويكيبيديا العربية
8. موسوعة السبيل
9. الموسوعة نت
10. زهلول
11. الموسوعة العربية الشاملة
12. موسوعة اقرأ